# 寺迫ちょうちょ大橋
寺迫ちょうちょ大橋（てらさこちょうちょおおはし）は宮崎県日向市東郷町山陰字日平と山陰字山ノ口に架かる東九州自動車道の橋である。建設時の名称は田久保川橋（たくぼがわはし）。2013年土木学会田中賞、プレストレストコンクリート工学会賞。2018年国際コンクリート連合fib賞 土木構造物部門最優秀賞。
ここでは建設において実用化された工法「バタフライウェブ橋」についても解説する。

## 概要
東九州自動車道日向IC - 都農IC間に架かる田久保川の橋である。暫定2車線区間のため橋は1本のみ作られた。橋は美々津カントリークラブ（ゴルフ場）や国道10号からも見えるという。建設期間中、夜間は橋全体がライトアップされていた。
特筆すべきは、世界初のバタフライウェブ箱桁採用のラーメン箱桁橋である。コンクリート箱桁橋のウェブに「バタフライウェブ」と呼ばれる蝶形形状のコンクリート製のプレキャストパネルを用いている。設計者・施工者である三井住友建設は田久保川橋の上部工事を受注した後に、発注者である西日本高速道路会社にバタフライウェブ橋のVE（バリュー・エンジニアリング）提案を行った。
市道や普通河川である田久保川の本支流がある急峻な沢部と交差しているため、架橋には張出し架設工法を採用した。バタフライウェブ箱桁は従来構造と比較して10 %の軽量化と50 %の施工速度の迅速化が図られた（詳細後述）。このことが認められ、土木学会田中賞のほか、アジアの高速道路用橋梁では初めてfib賞土木構造物部門最優秀賞を受賞した。寺迫ちょうちょ大橋の完成によって確立されたバタフライウェブ箱桁橋の技術は、新名神高速道路の芥川橋、新名神武庫川橋などで採用されている。
「寺迫ちょうちょ大橋」の名前は近隣の日向市立寺迫小学校の小学生から公募し、そのアイデアを参考に日向市にも意見照会を行ったのち、西日本高速道路により名付けられた。

### 橋諸元
出典による
- 全長：712.5 m（道路案内上は710 m）
- 幅：9.26 m
- 最大支間長：87.5 m
- 支間割：58.6 m + 87.5 m + 7 × 73.5 m + 49.2 m
- 荷重：B活荷重
- バタフライウェブ寸法：長さ2.9 m × 高さ3.6 m
- 発注者：西日本高速道路
- 設計者：西日本高速道路 九州支社、三井住友建設
- 施工者：三井住友建設（PC上部工）・植村組（下部工）
- 工期
  - PC上部工：2010年8月19日 - 2013年8月2日
  - 下部工：2010年8月19日 - 2011年10月19日
- 施工方法：張出し架設工法
- 張出しブロック長：6 m
- 総工費：不明（参考：日向 - 都農間総工費は約760億円[13]）
- 受賞
  - 土木学会田中賞作品賞（2013年）[1]
  - プレストレストコンクリート工学会賞作品賞[2]（2013年）
  - 国際コンクリート連合fib賞 土木構造物部門最優秀賞[3]（2018年）

### 道路諸元
出典による。
- 施設所在位置：東九州自動車道279.1KP - 279.8KP（現地表示による）
- 車線数：暫定2車線（完成4車線）
- 設計速度：80 km/h (100 km/h)
- 最高速度：70 km/h
- 道路区分：第1種3級B規格（第1種2級B規格）

## 沿革
- 1989年（平成元年）2月27日：延岡 - 清武間の基本計画決定[14]
- 1997年（平成9年）3月8日：門川IC - 西都IC間の整備計画決定[14]
- 1998年（平成10年）12月25日：門川IC - 都農IC間の施行命令[14]
- 2010年（平成22年）8月19日：田久保川橋着工
- 2011年（平成23年）10月19日：田久保川橋下部工竣工[12]
- 2013年（平成25年）8月2日：田久保川橋上部工竣工[7]
- 2014年（平成26年）3月16日：日向IC - 都農IC間開通。寺迫ちょうちょ大橋供用開始

## 隣
E10 東九州自動車道
（25）日向IC - 寺迫ちょうちょ大橋 - （26）都農IC

## バタフライウェブ橋の概要

### バタフライウェブの特徴
これまで建設コストの低減を目的とした橋梁の軽量化は、波形鋼板ウェブや鋼トラスなどの複合構造を用いられてきた。しかし、前者は鋼板の加工や溶接などの作業が発生し、後者は格点部の構造が複雑になるなど、施工性に課題があった。三井住友建設が実用化したバタフライウェブ橋は、蝶型形状のコンクリートパネルを工場で製作。これを逆ハの字型に並べて橋体を構築する。バタフライウェブに使われるコンクリートパネルは圧縮強度80 N/mm2程度の高強度繊維補強コンクリートを使用することで、厚さを150 mm程度に低減した。

### バタフライウェブ橋の特徴
バタフライウェブ橋は、その蝶型のウェブがダブルワーレントラスに類似した挙動を示す。パネル同士は接続していないので、荷重がかかると剪断力がパネル内で分解され、対角線方向に圧縮力と引張力がそれぞれ作用する。パネル内で引張が作用する方向にはPC鋼材（最大で36本）を配置しプレテンション方式で補強を行い、上下床版とは鋼管ジベルにより一体化を図った簡易な構造としている。
バタフライウェブ箱桁は従来構造に対して約10 %の軽量化と施工速度の迅速化が図られ、鋼材重量の低減や支承の縮小化を実現。これにより張出しブロックの長さを1.5倍長くすることができ、施工速度を約50 %向上させることができるという。
また、バタフライウェブの構造により日中の桁内に日光が入り込み明るくなる。そのため点検が容易なことから維持管理性が向上するという。
バタフライウェブ橋の技術的応用も検討され、エクストラドーズド構造を組み合わせた「バタフライウェブエクストラドーズド橋」が新名神高速道路の新名神武庫川橋で採用されている。